# Historia historiografii (dyscyplina naukowa)
Historia historiografii – dziedzina wiedzy zajmująca się badaniem dziejów piśmiennictwa historycznego. Ze względu na autorefleksyjny charakter (historyk bada pisarstwo historyczne) jest spokrewniona z takimi dziedzinami wiedzy jak: epistemologia, naukoznawstwo, filozofia nauki.
Historia historiografii może mieć charakter czysto faktograficzny, deskryptywny lub krytyczny. Deskryptywna historia historiografii ogranicza się do opisu wydarzeń związanych z funkcjonowaniem poszczególnych szkół historycznych. Krytyczna historia historiografii analizuje także metody stosowane przez poszczególnych historyków i szkoły historyczne i dlatego wiąże się ściśle z takimi dyscyplinami jak metodologia historii, historia intelektualna i metahistorią.

## Historia historiografii w Polsce
Twórcami dwóch powojennych szkół (poznańskiej i łódzkiej) historii historiografii w Polsce byli:
- Andrzej Feliks Grabski (UŁ)

Związani z łódzkim ośrodkiem: Franciszek Bronowski, Józef Dutkiewicz, Henryk Michalak, Marian Henryk Serejski, Krystyna Śreniowska.
- Jerzy Topolski (UAM)

Współcześni polscy przedstawiciele historii historiografii (z tytułem profesora lub doktora habilitowanego):
- Katarzyna Błachowska
- Marek Cetwiński
- Ewa Domańska
- Mirosław Filipowicz
- Jolanta Kolbuszewska
- Jerzy Maternicki
- Tomasz Pawelec
- Wojciech Piasek
- Joanna Pisulińska
- Jan Pomorski
- Zbigniew Romek
- Tadeusz Rutkowski
- Paweł Sierżęga
- Rafał Stobiecki
- Andrzej Wierzbicki
- Wojciech Wrzosek